# Euscelidia artaphernes
Euscelidia artaphernes är en tvåvingeart som först beskrevs av Speiser 1910.  Euscelidia artaphernes ingår i släktet Euscelidia och familjen rovflugor.
Artens utbredningsområde är Tanzania. Inga underarter finns listade i Catalogue of Life.